# Jürgen Domes

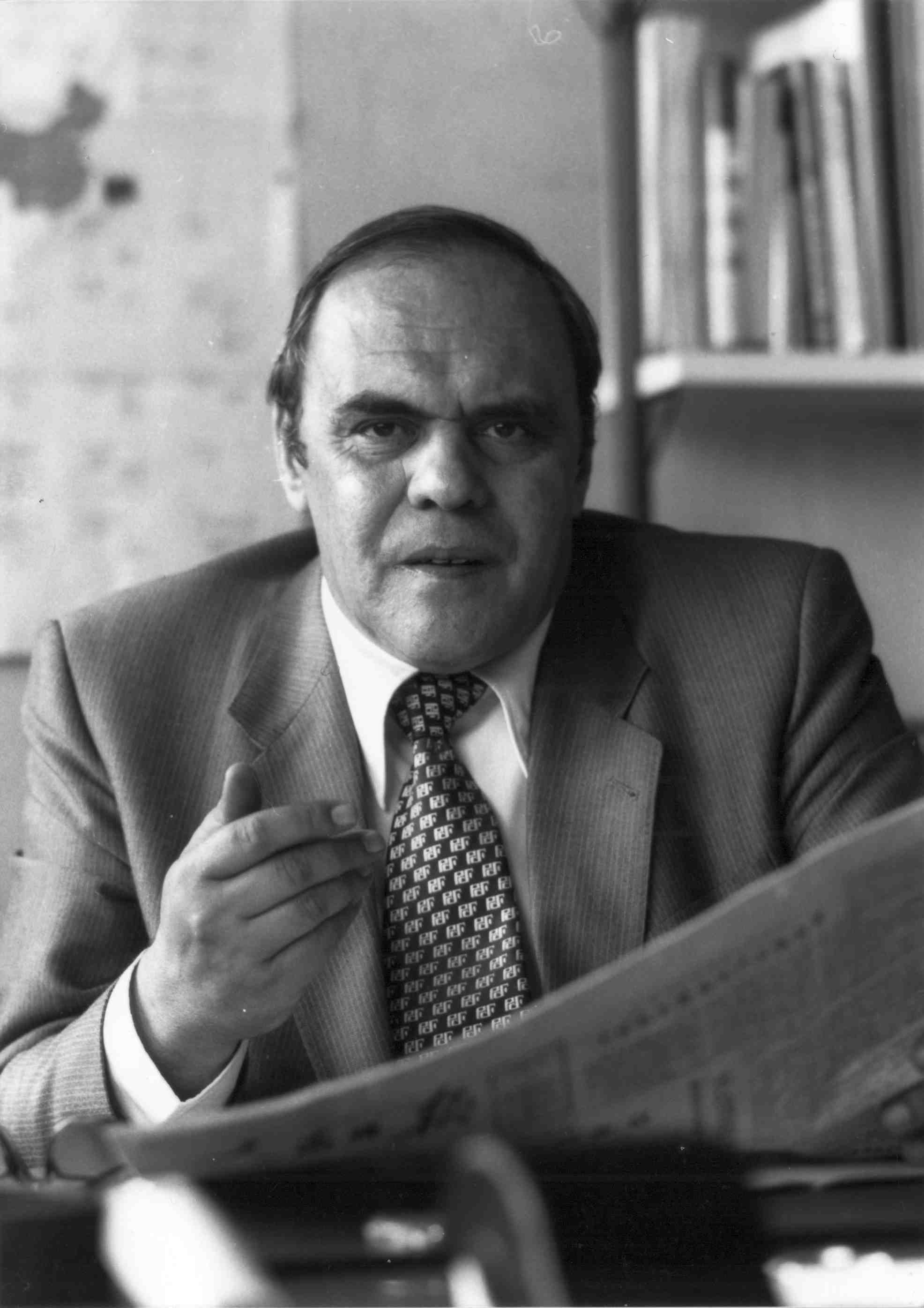
Jürgen Domes (um 1995)

Jürgen Otto Domes (* 2. April 1932 in Lübeck; † 22. September 2001 in Sulzbach/Saar) war ein deutscher Politikwissenschaftler. Er nahm als erster in Deutschland das sozialwissenschaftliche Studium Chinas auf und initiierte mit einer in den 1960er Jahren zunächst am Otto-Suhr-Institut der Freien Universität Berlin angesiedelten und ab 1975 an der Universität des Saarlandes in Saarbrücken verorteten Arbeitsstelle „Politik Chinas und Ostasiens“ einen neuen, regionalwissenschaftlichen Studiengang. Den Gegenstand dieses Studienganges bezeichnete Domes in Abgrenzung zur Sinologie, die sich mit klassischer Sprache, Kultur und Geschichte Chinas beschäftige, als „gegenwartsbezogene China-Forschung“.  Der Studiengang blieb lange Zeit in den sinologischen Seminaren ebenso wie in den Sozialwissenschaften, denen China-Forschung als ein exotisches Unterfangen erschien, umstritten. Während die wissenschaftlichen Arbeiten von Domes außerhalb Deutschlands weltweit Anerkennung fanden, setzte sich die „gegenwartsbezogene China-Forschung“ als ein universitäres Fach samt der von Domes entwickelten Terminologie erst nach seinem Tode auch in Deutschland durch.

## Leben

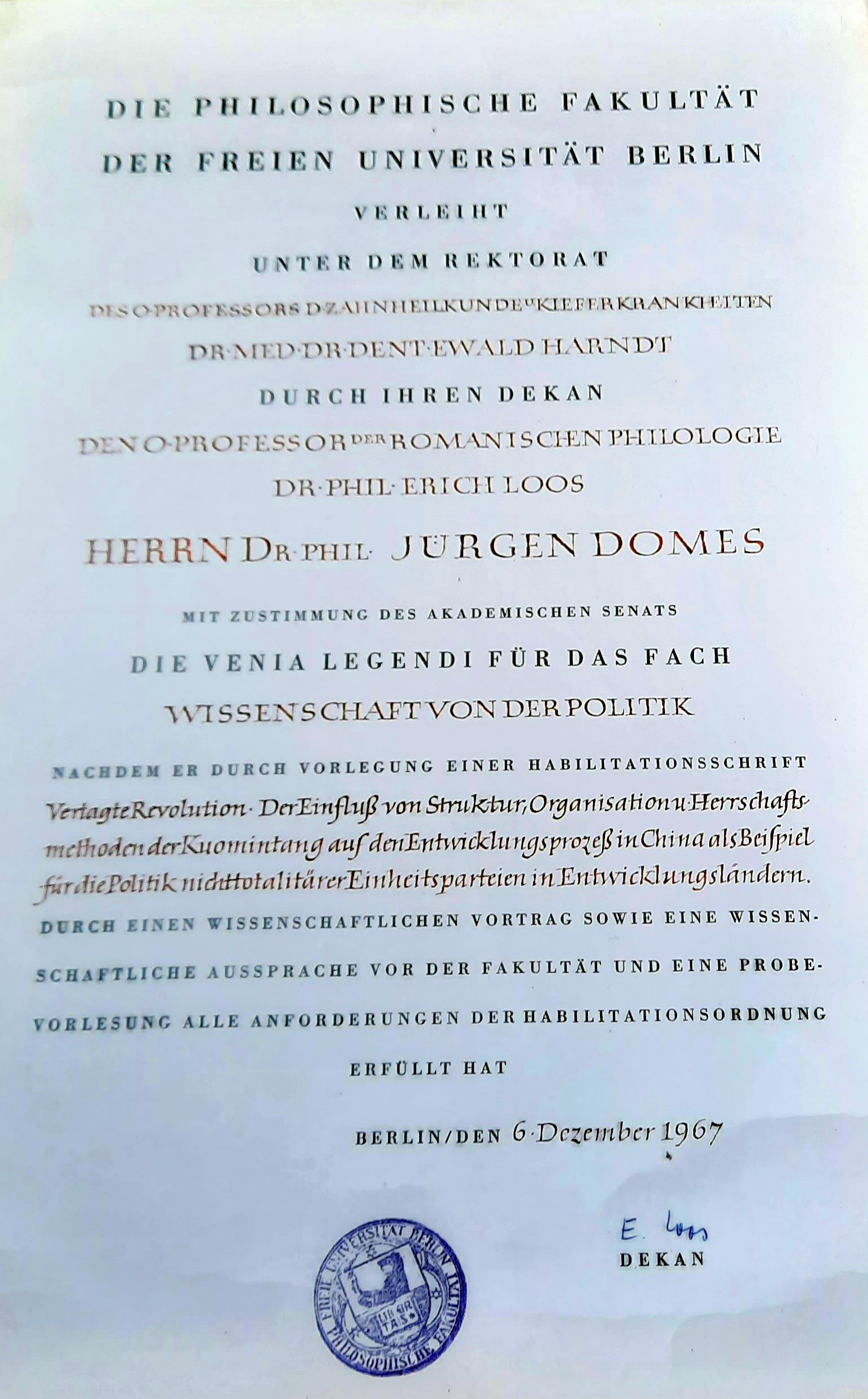
Urkunde über die Habilitation

Domes studierte Politikwissenschaft, Evangelische Theologie, Geschichte und Soziologie an den Universitäten Marburg und Heidelberg. In Heidelberg arbeitete er zwei Jahre in einem Forschungsvorhaben zum Parlamentarismus und war Forschungsassistent. In dieser Zeit wurde er durch ein Stipendium der Ford Foundation gefördert. 1960 promovierte er bei Dolf Sternberger mit der Arbeit „Das Freiwilligengesetz im zweiten Deutschen Bundestag – Eine Studie zum Oppositionsverhalten des Parlaments“, in der Frankfurter Allgemeinen Zeitung als „wissenschaftlicher Markstein“ bezeichnet. Nach der Heidelberger Zeit war Domes kurz als freiberuflicher Journalist bei der Deutschen Welle tätig und begann bald, in Taiwan Chinesisch zu lernen. An der Chengchi-Universität in Taipeh setzte er seine Forschungen fort. Zu dieser Universität hatte er bis an sein Lebensende Beziehungen. 1962 erschien seine erste Publikation über China. Ein Lehrauftrag an der Chengchi-Universität 1963/64 brachte einen ersten längeren Aufenthalt in Ostasien. Von 1962 an führten ihn zahlreiche, auch zeitlich umfangreiche Forschungsaufenthalte nach Ostasien. Insgesamt war Domes 35 mal in Ostasien – zu Forschungsaufenthalten und Kongressen. Allein bis zum Jahr 1973 waren es elf. Forschungsaufenthalte führten Domes zwischen 1962 und 1965 nach Taiwan, Hongkong, Thailand und Indien. Zwischen 1969 und 1977 war er mehrmals in Hongkong, 1979 erstmals in Festlandchina, und zwar in Foshan (Provinz Guandong) und 1980 in Ürümqi und Turpan (Autonome Region Uigurien).
Im Jahr 1964 ging Domes an das Otto-Suhr-Institut der Freien Universität Berlin und lehrte als Akademischer Rat. Sein Forschungsthema waren weiter Politik, Gesellschaft und Neuere Geschichte Chinas und erbrachte mehrere Publikationen. 1967 stellte er zum Thema „Vertagte Revolution – Der Einfluss von Struktur, Organisation und Herrschaftsmethoden der Kuomintang auf den Entwicklungsprozess in China als Beispiel für die Politik nicht-totalitärer Einheitsparteien in Entwicklungsländern“ seine Habilitationsschrift fertig. Als Anfang 1966 an der Ruhr-Universität Bochum ein „politologischer Lehrstuhl für Ost-Asien-Fragen“ zu besetzen war, wurde in der Fakultätssitzung auch Jürgen Domes als Kandidat genannt. Aufgrund des noch nicht abgeschlossenen Habilitationsvorgangs bewarb Domes sich auf diese Stelle nicht. Von 1967 an war er acht Jahre lang der Leiter der von ihm gegründeten Arbeitsstelle „Politik Chinas und Ostasiens“ am Otto-Suhr-Institut. Im Oktober 1969 wurde Domes Professor an der Freien Universität Berlin. Im Jahr 1970 erweiterte die Freie Universität Domes‘ Lehrbefugnis auf das Fach „Neue Geschichte Chinas“. 1968 war er Gastdozent an der University of South Carolina.
1975 wechselte er als Nachfolger von Christian Graf von Krockow und Karl Kaiser an die Universität des Saarlandes. Dort lehrte er Politikwissenschaft und war er Direktor der Arbeitsstelle „Politik Chinas und Ostasiens“. Er war u. a. 1986/87 Dekan der Rechts- und Wirtschaftswissenschaftlichen Fakultät.
Am 19. November 1976 wurde Domes zudem mit Clemens Christians und Thomas Nipperdey einer der drei Vorsitzenden des 1970 gegründeten Bundes Freiheit der Wissenschaft (BFW), eines Vereins zur Bildungspolitik als Reaktion auf die Studentenbewegung. Das Amt behielt er bis 1982.
Ab 1981 war Domes Mitglied der Sudetendeutschen Akademie der Wissenschaften und Künste.
Jürgen W. Falter nannte Domes einen „liberalen Erzkonservativen“; er habe einen „internationalen Ruf“. Eberhard Sandschneider bezeichnete ihn als „Pionier der internationalen Chinaforschung“, der mit „präzise analysierenden 150 Publikationen Maßstäbe“ gesetzt habe.
Der Historiker und Publizist Götz Aly schreibt in seiner Publikation von 2007 Unser Kampf 1968, Domes sei mit seinen Publikationen über China schon Ende der 1960er Jahre „ein Experte von hohen Graden“ gewesen und ein „Wissenschaftler, der empirisch sorgfältig arbeitete und umsichtig urteilte. Keinesfalls trübte schäumender Antikommunismus seinen Blick.“

## Schriften (Auswahl)

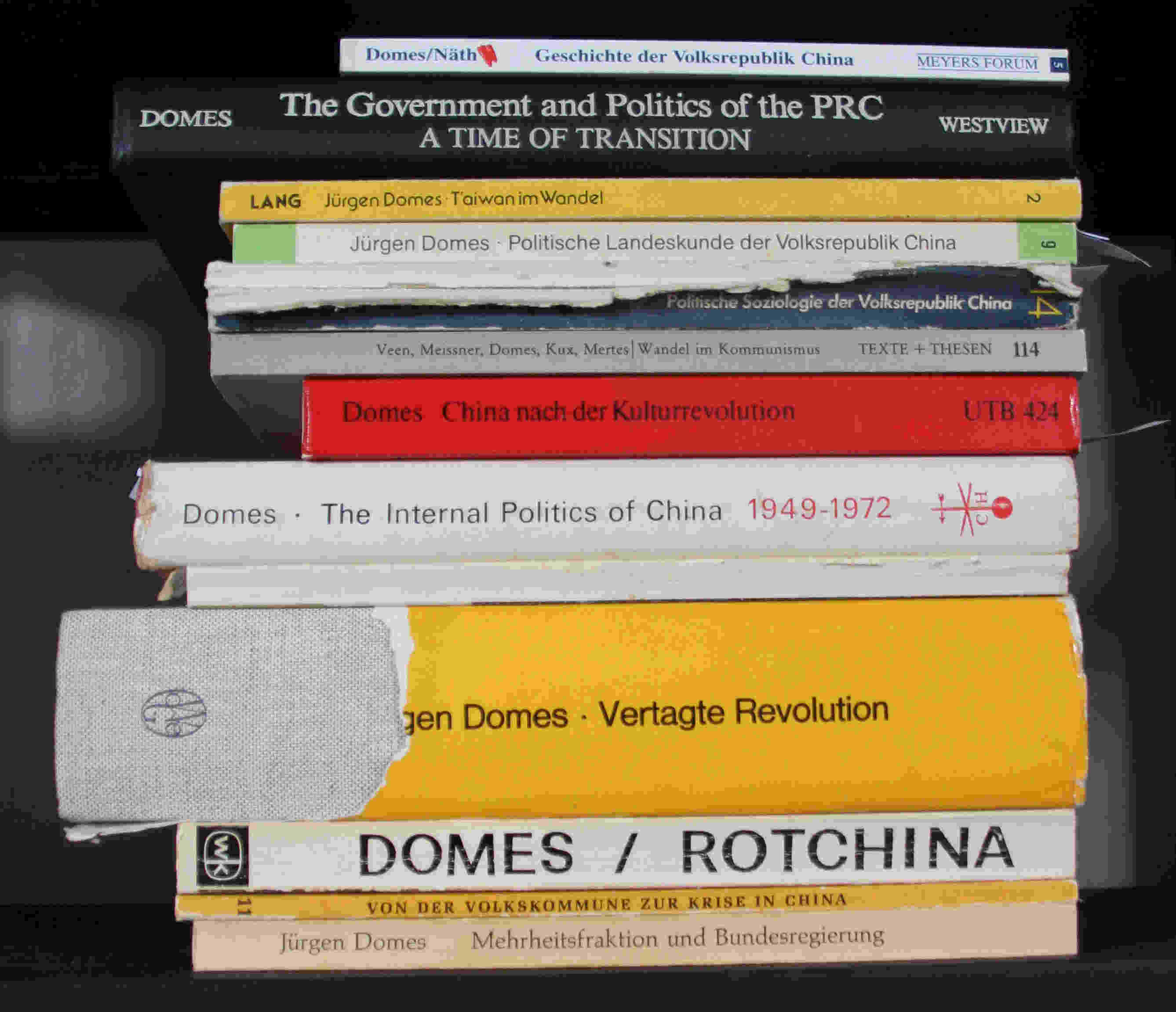
Einige der Publikationen aus der Zeit von 1964 bis 1992

Jürgen Domes war Autor und Koautor von 23 Büchern und Broschüren sowie Herausgeber von acht weiteren. Er veröffentlichte 57 Aufsätze in Fachzeitschriften und schrieb 53 Beiträge für Konferenzbände.
- Mehrheitsfraktion und Bundesregierung. Aspekte des Verhältnisses der Fraktion der CDU/CSU im zweiten und dritten Deutschen Bundestag zum Kabinett Adenauer, Westdeutscher Verlag, Köln und Opladen 1964
- Vertagte Revolution – Die Politik der Kuomintang in China, 1923–1937, Band 3 der Reihe Beiträge zur auswärtigen und internationalen Politik, herausgegeben von Richard Löwenthal und Gilbert Ziebura, Walter de Gruyter & Co. Berlin 1969
  - Reprint De Gruyter, Berlin, Boston 2018, ISBN 978-3-11-000529-5,
  - auch als E-Book bei De Gruyter, ISBN 978-3-11-081862-8, doi:10.1515/9783110818628 (Inhaltsverzeichnis bei De Gruyter)
- Von der Volkskommune zur Krise in China, Band 11 der Staatspoltischen Schriftenreihe, Studiengesellschaft für Zeitprobleme, Duisdorf 1964
- Politik und Herrschaft in Rotchina, Kohlhammer, Stuttgart 1965
- Gemeinsam mit Gottfried-Karl Kindermann und Heinrich Gerhardt: Der chinesische Kommunismus. Zur Geistes- und politischen Geschichte, Heft 6 der Schriftenreihe, Bundeszentrale für politische Bildung, Bonn 1966
- Kulturrevolution und Armee. Die Rolle der Streitkräfte in der chinesischen Kulturrevolution, Heft 19 der Wehrpolitschen Schriftenreihe, Studiengesellschaft für Zeitprobleme, Bonn 1967
- Die Kuomintang-Herrschaft in China, Niedersächsische Landeszentrale für politische Bildung, Hannover 1970
- Die Ära Mao Tse-tung. Innenpolitik in der Volksrepublik China, W. Kohlhammer, Stuttgart 1971, 2. überarbeitete Auflage 1972, ISBN 978-3-17-231161-7
  - The Internal Politics of China 1949-1972, übersetzt von Rüdiger Machetzki, C. Hurst & Co. (Publishers), London 1973, SBN 9009692 0
- Gemeinsam mit Marie-Luise Näth: Die Außenpolitik der Volksrepublik China. Eine Einführung, Bertelsmann-Universitätsverlag, Düsseldorf 1972, ISBN 978-3-571-09086-1
- China nach der Kulturrevolution. Politik zwischen zwei Parteitagen, mit einem Beitrag von Marie-Luise Näth: Die Außenpolitik der VR China. Talleyrand redivivus? UTB, W. Fink, München 1975, ISBN 978-3-7705-1211-9
- Sozialismus in Chinas Dörfern. Ländliche Gesellschaftspolitik in der Volksrepublik China 1949- 1977, Niedersächsische Landeszentrale für politische Bildung, Hannover 1977. Auch in der Hessischen Landeszentrale für politische Bildung, Wiesbaden 1977
- Politische Soziologie der Volksrepublik China, Band 14 der Reihe Systematische Politikwissenschaft, Akademische Verlagsgesellschaft, Wiesbaden 1980, ISBN 978-3-400-00383-3
- T'aiwan im Wandel. Politische Differenzierung und Opposition 1978-1980, Band 2 der Reihe Saarbrücker Politikwissenschaft, Peter Lang, Frankfurt am Main 1982, ISBN 978-3-8204-5989-0
- Politische Landeskunde der Volksrepublik China, Colloquium-Verlag, Berlin 1982, ISBN 978-3-7678-0557-6
- The Government of the PRC: A Time of Transition. Westview Press, Boulder and London 1985, ISBN 0-86531-565-5
- Peng Te-huai. The Man and the Image, Stanford University Press, Stanford (Kalifornien) 1985, ISBN 0-8047-1303-0 und C. Hurst, London (Vereinigtes Königreich) 1985, ISBN 0-905838-99-8 (Eine Peng-Dehuai-Biografie)
- Gemeinsam mit Marie-Luise Näth: China im Aufbruch. Darstellung, Analyse und Dokumente der Frühjahrskrise 1989 in der Volksrepublik China, Peter Lang, Frankfurt am Main 1990, ISBN 978-3-631-42807-8. (Inhaltsverzeichnis)
- Gemeinsam mit Marie-Luise Näth: Geschichte der Volksrepublik China, Band 5 in Meyers Forum, BI-Taschenbuchverlag, Mannheim 1992, ISBN 978-3-411-10191-7
- Chinese Politics, Documents and Analysis, 4 Vols. University of South Carolina Press, Columbia, S. C. 1986-1995.
  - Volume One: Cultural Revolution to 1969, edited by James T. Myers, Jürgen Domes, Erik von Groeling (1986), ISBN 0-87249-475-6
  - Volume Two: Ninth Party Congress (1969) to the Death of Mao (1976), edited by James T. Myers, Jürgen Domes, Milton D. Yeh with a Contribution by Eberhard Sandschneider (1989), ISBN 0-87249-601-5 (eingeschränkte Vorschau in der Google-Buchsuche).
  - Volume Three: The Death of Mao (1976) to the Fall of Hua Kuo-feng (1980), edited by James T. Myers, Jürgen Domes, Milton D. Yeh with the Assistance of Linjun Wu (1995), ISBN 1-57003-062-6 (eingeschränkte Vorschau in der Google-Buchsuche).
  - Volume Four: The Fall of Hua Kuo-feng (1980) to the Twelfth Party Congress (1982), edited by James T. Myers, Jürgen Domes, Milton D. Yeh with the Assistance of Hung-yi Jan (1995), ISBN 1-57003-063-4 (eingeschränkte Vorschau in der Google-Buchsuche).

## Auszeichnungen
- 1975: Sophie-Charlotte-Medaille für Kunst und Wissenschaft[23]